# BMSZC Petrik Lajos Két Tanítási Nyelvű Technikum
A Budapesti Műszaki Szakképzési Centrum Petrik Lajos Két Tanítási Nyelvű Technikum Budapest XIV. kerületében, Zuglóban található. Az iskola a főváros egyik legrégibb múltra visszatekintő középfokú szakképző intézménye. A több mint 130 éves intézmény mindig is jelentős helyet foglalt el a főváros, sőt az egész ország középfokú iparoktatásában.

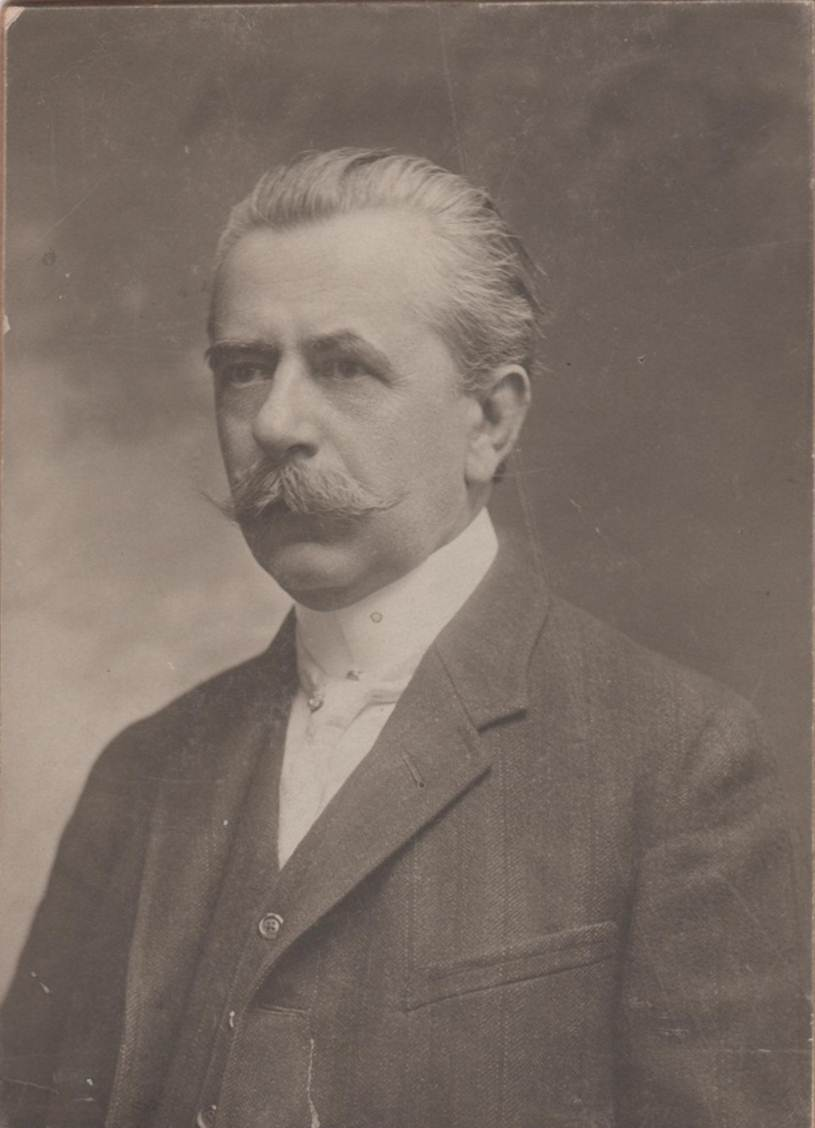
Az iskola névadója, Petrik Lajos (1851–1932)

## Az iskola története
A Budapesti Állami Középipartanoda 1879. december 7-én nyitotta meg kapuit hallgatói előtt. Az ipar igényei szerint a gépészet, az építészet és a vegyészet szakirányokban kínáltak képzési lehetőséget. Az iskola első épülete a Főherceg Sándor tér (ma Gutenberg tér) 4. szám alatt működött. 1889-ben, a Hauszmann Alajos által tervezett, a József körút és a Népszínház utca sarkán álló új épületegyüttesbe költözött az iskola. Igazgatójának Hegedűs Károlyt nevezték ki, aki 35 éven keresztül látta el az intézményvezetés feladatait. Az épületben ma az Óbudai Egyetem Bánki Donát Gépész és Biztonságtechnikai Mérnöki Kara (korábban Bánki Donát Műszaki Főiskola) működik. 
1898-tól az iskola új neve Magyar Királyi Állami Felső Ipariskola lett. A négy fő szakirány a gépészet, a vegyipar, a fém- és vasipar, valamint a faipar volt. Az iskola névadója, Petrik Lajos, 1880-tól tanára, 1905-től 1914-ig pedig igazgatója volt az intézménynek. Életpályáját a tudomány, a képzőművészet, a természet kihívásai iránti nyitottság jellemezte. Egyszerre volt tudós, tanár, keramikus, műgyűjtő és természetjáró. 
A vegyipari szakirány 1940-ben költözött a Thököly út 48. alatt álló iskolaépületbe, amely ma is otthonául szolgál. A második világháború során az épületben súlyos károk keletkeztek, 26 alkalommal érte bombatalálat. Az iskola működéséhez lényeges felszereléseket a tanárok és a diákok becsomagolták és biztonságos helyre rejtették. 
Az iskolát, jogelődje alapításának 75. évfordulóján, 1954-ben keresztelték át Petrik Lajos Vegyipari Technikumra. Az intézmény fő szakmai irányvonalát több mint egy évszázadon át a vegyészképzés jelentette. A Petrikben megvalósult képzések színvonala országos elismertséget ért el, az innen kikerült szakemberek mindig is keresettek voltak a munkaerőpiacon. 
Az iskola 1970-ben Petrik Lajos Vegyipari Szakközépiskola lett. 1974-ben az iskola a Thököly út 54. szám alatti új épülettel bővült.
Az 1990-es évek alapvető változásokat hoztak az iskola szakképzési rendszerében. A gazdaság és a társadalmi környezet változásaira reagálva, a hagyományos vegyipari iskola „több lábra” állt a környezetvédelmi és az informatikai képzés beindításával. 
Az Európai Unióhoz való csatlakozás új távlatokat nyitott a nyelvoktatás területén. A lehetőségeket felismerve az iskola vezetősége 2004-ben elindította a két tanítási nyelvű képzési osztályokat.
2016. szeptember 1-je után az iskola neve BMSZC Petrik Lajos Két Tanítási Nyelvű Vegyipari, Környezetvédelmi és Informatikai Szakgimnáziuma volt, majd 2020. július 1-e óta BMSZC Petrik Lajos Két Tanítási Nyelvű Technikum.

## Iskolai rendszerű szakképzés nappali oktatás
Az iskola a közoktatási feladatok közül alapvető fontosságúnak tartja az érettségire való felkészítést, a tanulók általános műveltségének,  életszemléletének, készségeiknek és képességeiknek, egész attitűdjüknek fejlesztését.
A 9-12. (13.) évfolyam az iskolai nevelés-oktatás szakképesítés megszerzésére felkészítő szakasza. A közismereti oktatással párhuzamosan folyik a szakmacsoportos alapozás, illetve a szakképesítések közös tartalmi elemeit magában foglaló ágazati szakmai elméleti és gyakorlati oktatás.
A tanulók az alábbi három ágazathoz tartozó, a 150/2012. (VII. 6.) Kormányrendelettel kiadott új Országos Képzési Jegyzékben szereplő szakképesítésekre jelentkezhetnek:
Szakmacsoport:
- 7. Informatika
- 8. Vegyipar
- 14. Környezetvédelem-vízgazdálkodás

Szakközépiskolai ágazat:
- XIII. Informatika
- XV. Vegyipar
- XXIII. Környezetvédelem-vízgazdálkodás

## Iskolarendszerű szakképzés
Az iskolarendszerű szakképzés keretében az iskola három szakmacsoportban készít fel OKJ szakképesítések megszerzésére:
- vegyipar
- környezetvédelem-vízgazdálkodás
- informatika

Az egyes szakok indítását a munkaerőpiac igényei és a tanulók - szülők igényei egyaránt meghatározzák. 

## A felnőttoktatás formái
Az iskolában az alapító okiratban rögzített iskolarendszerű szakképzés felnőttoktatás keretében is folyik. 

## Híres egykori diákok
Az iskola mindig nagy gondot fordított arra, hogy tanulóinak képességeit minél szélesebb körben kibontakoztassa, és az elismerten magas színvonalú szakképzése mellett magasabb szintű általános műveltséget is adjon. Így kerülhetett sor arra, hogy számos itt érettségizett tanuló későbbi élete során, más területeken is sikereket ért el. 
Híres volt diákok névsora: 
- Demjén Ferenc – énekes, dalszövegíró
- Földes László (Hobo) – énekes
- Herényi Károly – politikus
- Korda György – énekes
- Kovács László – volt külügyminiszter, az Európai Bizottság volt biztosa
- Maczkó Ádám – humorista
- Marsi Péter Pál – vegyészmérnök, biotechnológusi és környezetvédelmi szakmérnök, a MIÉP alapító tagja, a Fővárosi Közgyűlés képviselője, majd frakcióvezetője[1]
- Nádas Péter – író
- Oberfrank Géza – a Magyar Állami Operaház karnagya
- Ötvös Csaba – operaénekes
- Szejtli József – Széchenyi-díjas vegyészmérnök, a ciklodextrin kutatás hazai megindítója.
- Vajda Mihály – filozófus

## Elvek
Az  iskola jelentős helyet foglal el a főváros, sőt az egész ország középfokú szakoktatásában, a technikusképzésben és a felsőfokú szakképzésben egyaránt. Az iskola vezetése és a tanári kar számára fontos a hagyományok tisztelete és ápolása, továbbá a huszonegyedik század kihívásainak való megfelelés, az európaiság, a környezettudatos magatartás és az általános műveltség terjesztése. Az ide járó tanulók az itt található korszerű, jól felszerelt tantermekben, laboratóriumokban, informatikai és ipari modellező műhelyekben sajátíthatják el a szakmák elméleti és gyakorlati ismereteit magyarul és idegen nyelven egyaránt. 
Az iskola elkötelezett a tanulók életpályájának biztosítása iránt. Kiemelten foglalkozik a tehetséges tanulók képességeinek továbbfejlesztésével, de gondot fordít a tanulási nehézségekkel küzdő tanulókkal való foglalkozásra is. Ez a folyamat az általános iskolából érkezőkkel kezdődik és elkíséri őket egészen a munkába állásig vagy a továbbtanulásig.
Az ide járó diákok minden évben szép eredményeket érnek el matematikai, természettudományos vagy szakmai országos és budapesti versenyeken.
Az iskola teljes egészében akadálymentes, egyaránt használhatják mozgáskorlátozott, vak- és gyengénlátó diákok. Jelenleg is több mozgáskorlátozott tanuló jár intézménybe, akik teljes értékű tagjai a diákközösségnek.

## Szakmai programok diákoknak
A decemberben megrendezésre kerülő pályaválasztási információs napon az iskola diákjai mellett számos más budapesti szakközépiskola diákjai is részt szoktak venni. A rendezvény legfőbb célja, elsősorban a végzős diákok információval és továbbtanulási, pályaválasztási ötletekkel való ellátása. Az eseményen számos budapesti és vidéki főiskola és egyetem állítja fel információs standját, de az érdeklődők részt vehetnek próba állásinterjún, próbanyelvvizsgán és bepillantást nyerhetnek különböző szakmák kulisszái mögé.
2015 tavaszán immár hatodik alkalommal került megrendezésre a Petrik TISZK Diákkonferencia, ahol nem csak az iskolába járó, hanem számos más budapesti szakközépiskolából érkezett diák előtt nyílik meg a lehetőség arra, hogy egy párperces előadás keretében bemutassák az őket érdeklő témát vagy tudományterületet. A konferenciának három szekciója van: természettudomány és környezetvédelem, társadalomtudomány és művészet, valamint informatika és technika. A konferenciához a diákok plakátjaiból összeállított kiállítás is kapcsolódik. A konferencia legjobb előadásait tanárokból álló szakmai zsűri díjazza, az értékes díjakat cégek ajánlják fel. A legutóbbi konferencián 9 szakközépiskolából mintegy 400 diák vett részt, akik 55 előadást tartottak vagy hallgattak meg, a plakátkiállításon pedig 14 plakát szerepelt.

## Korábbi európai uniós projektek
Az iskola mindig nagy hangsúlyt fektetett a nemzetközi kapcsolatok kiépítésére, ápolására, ezzel is lehetőséget kínálva diákjainak arra, hogy szélesítsék látókörüket, elmélyítsék tudásukat. Portugáliától Bulgáriáig, az Európai Unió 13 tagországa iskoláival, illetve törökországi partneriskolákkal van több évre visszanyúló szakmai kapcsolat.
A 2015/2016-os tanévben az iskola három, az Európai Unió által finanszírozott projektben vesz részt. A „Math Around Us”, a „Green School” és a „CLIL - Módszertani sokszínűség a két tanítási nyelvű képzésben” elnevezésű projekteket az Európai Unió Erasmus+ Program támogatja.
A Math Around Us projekt 2015 szeptembere és 2017 augusztusa között zajlott, 8 ország részvételével. Magyarország mellett Románia, Lengyelország, Olaszország, Portugália, Dánia, Litvánia és Görögország vesz részt a projektben, amely 13-18 éves középiskolai diákokat céloz meg azzal a szándékkal, hogy fejlessze a matematikai és idegen nyelvi készségeiket, valamint lehetőséget kínáljon számukra arra, hogy megvizsgálják, milyen mértékben szövi át a matematika a világunkat az élet különböző területein.
A Green School 2015 szeptembere és 2017 augusztusa között zajlott 6 ország részvételével. Magyarországon kívül még Olaszország, Németország, Spanyolország, Horvátország és Lengyelország 1-1 iskolája vett részt benne. A projektben 16-18 éves diákok vettek részt. Célja, hogy a részt vevő diákok felismerjék, hogy a gyógynövények mindig is nagy szerepet játszottak az emberiség étkezési és gyógyítási szokásaiban. A projekt szeretné megismertetni a diákokkal, a partneriskolák országainak gyógynövényekkel kapcsolatos gyakorlatát és hagyományait.

## Képtár

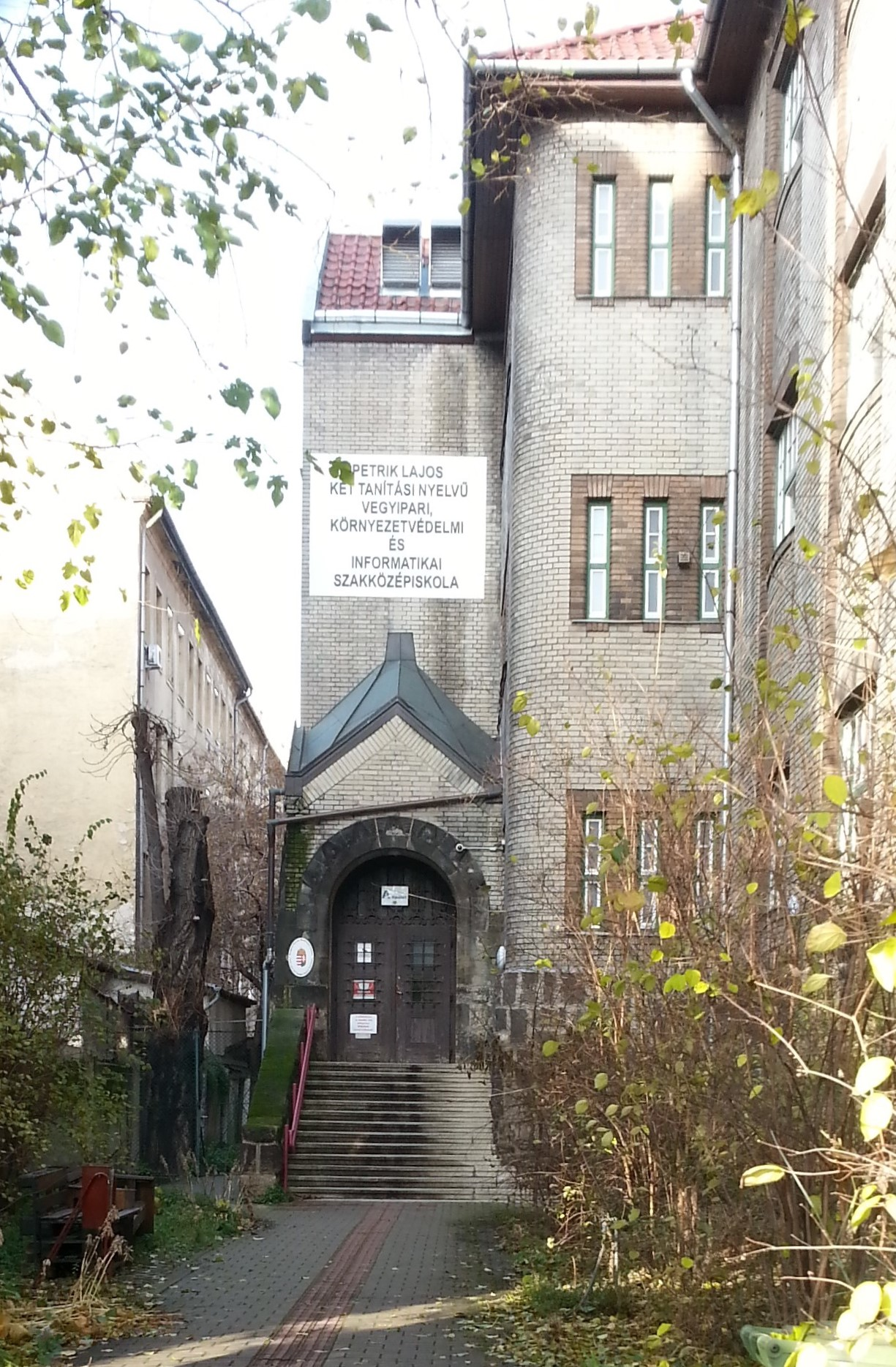
régi épület (részletek)
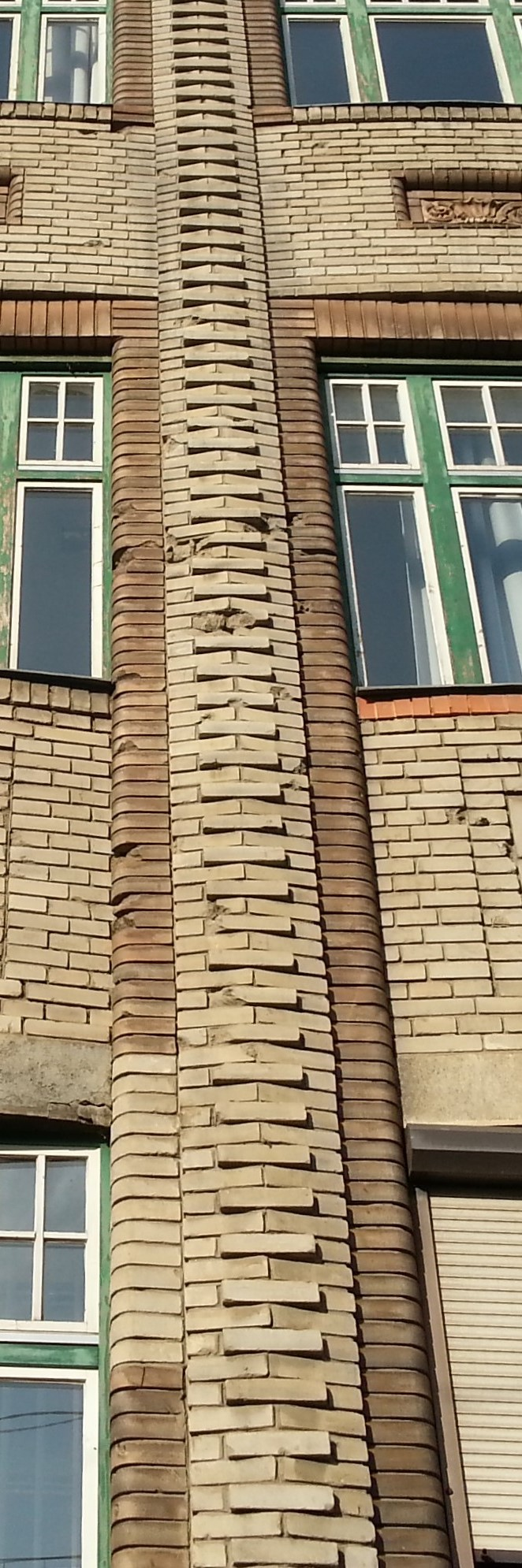
régi épület (részletek)
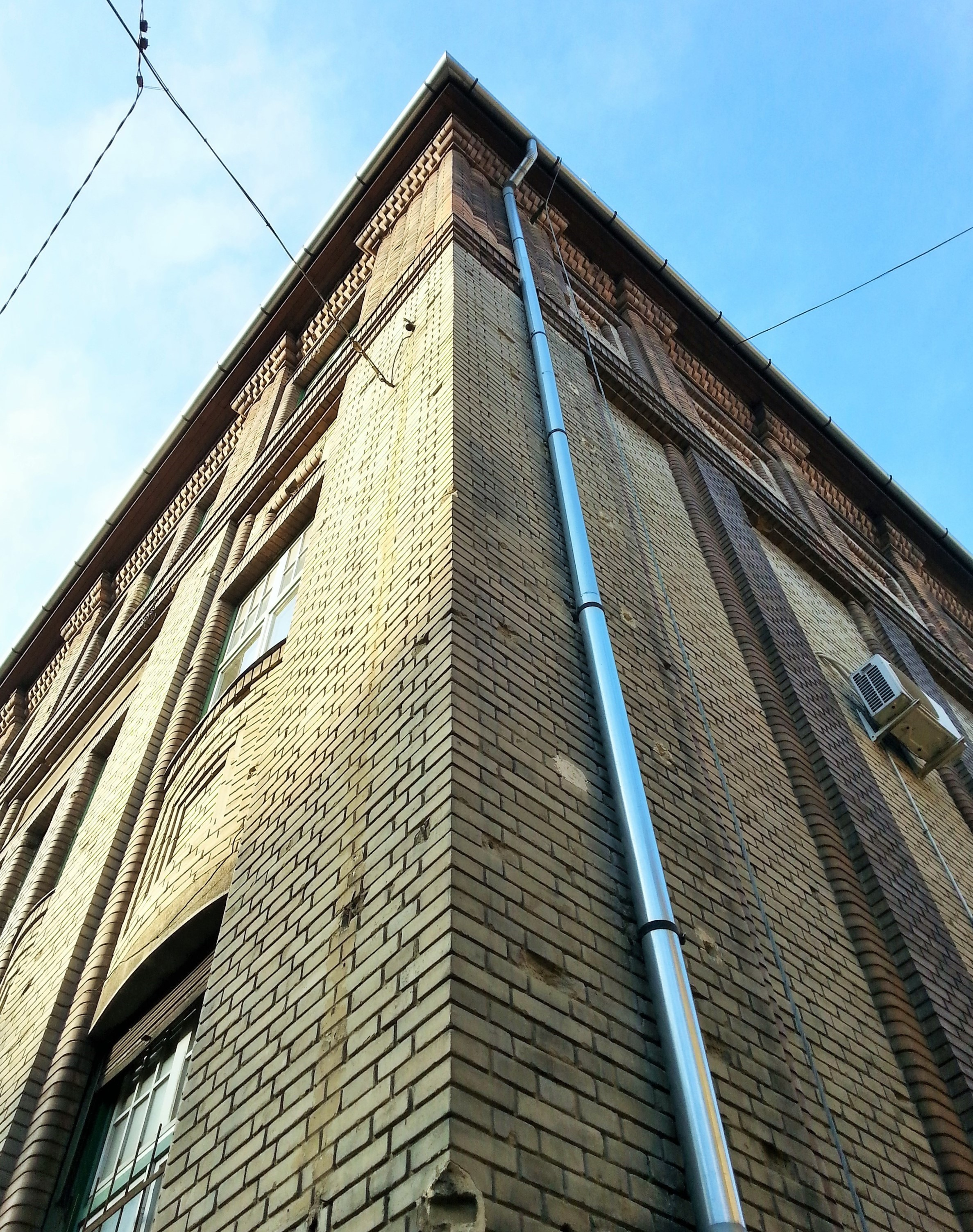
régi épület (részletek)
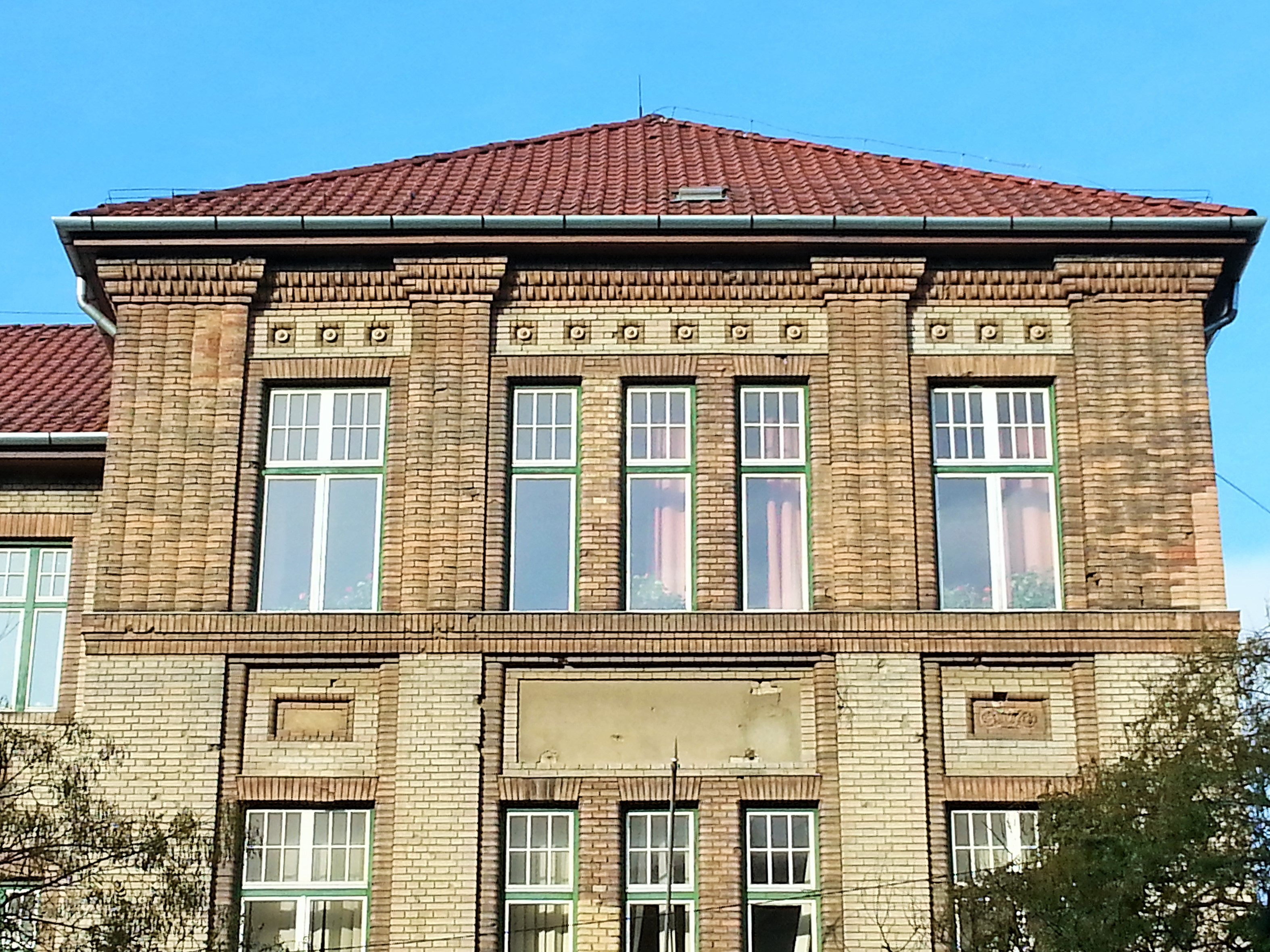
régi épület (részletek)
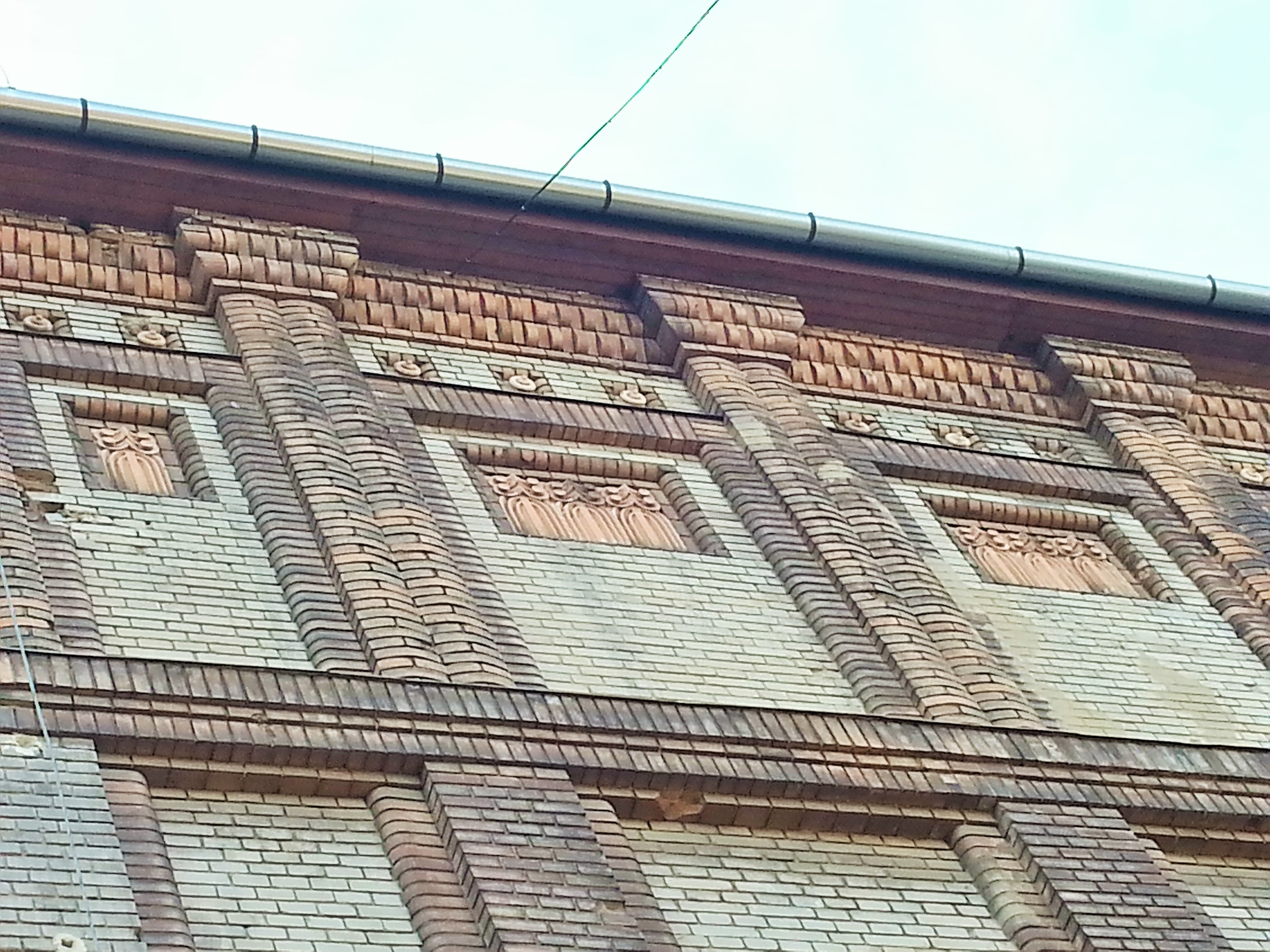
régi épület (részletek)
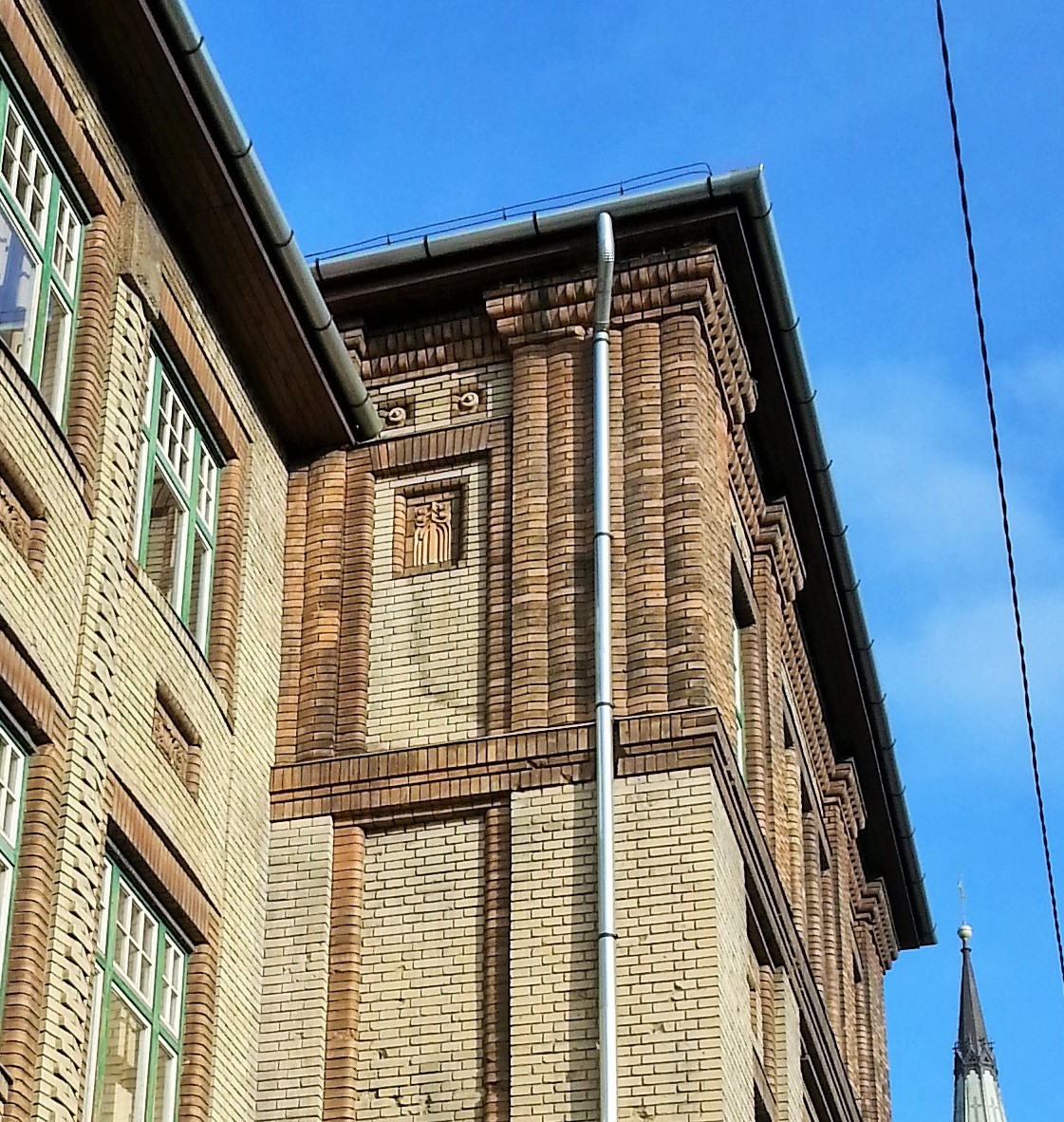
régi épület (részletek)
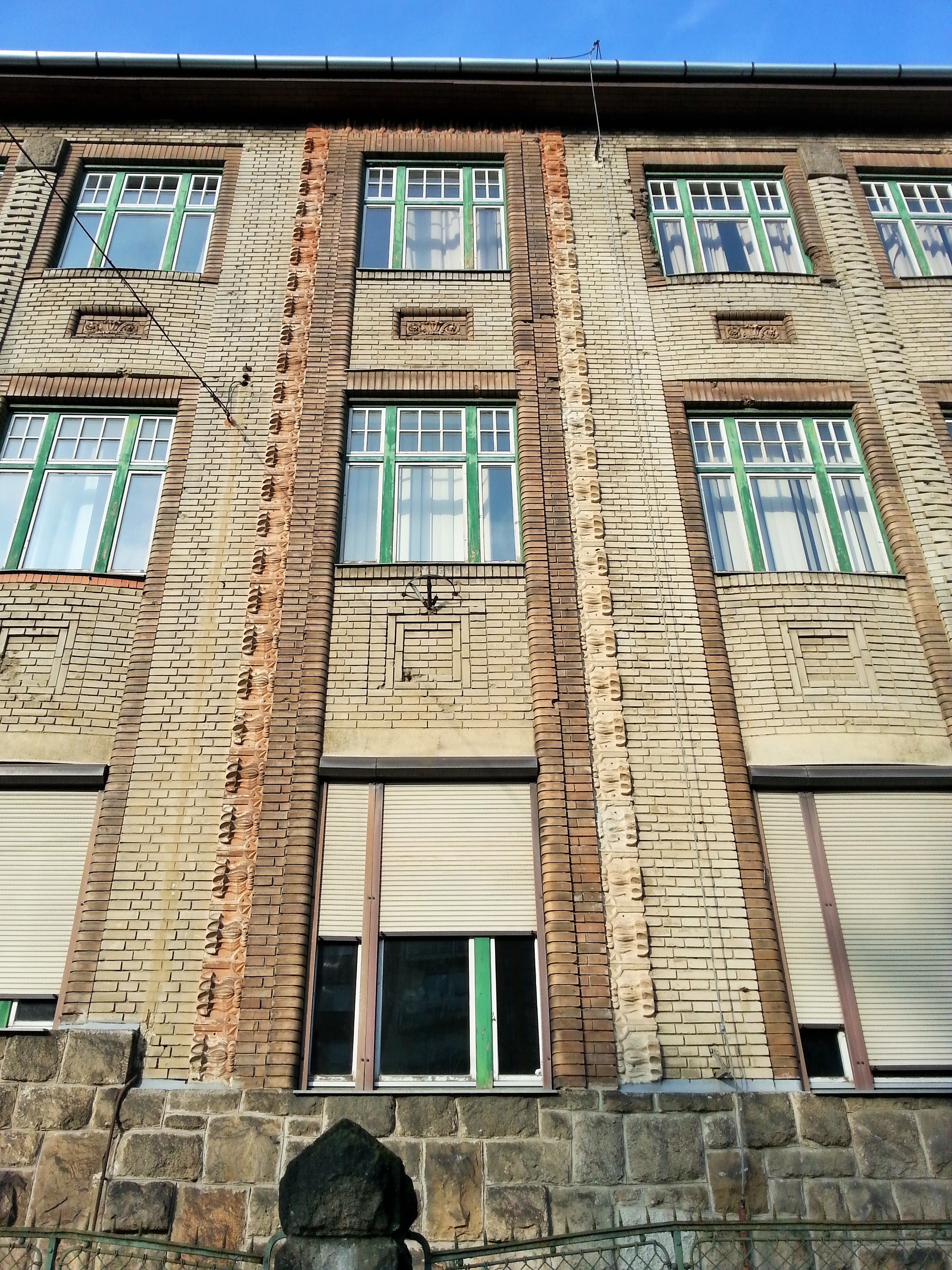
régi épület (részletek)
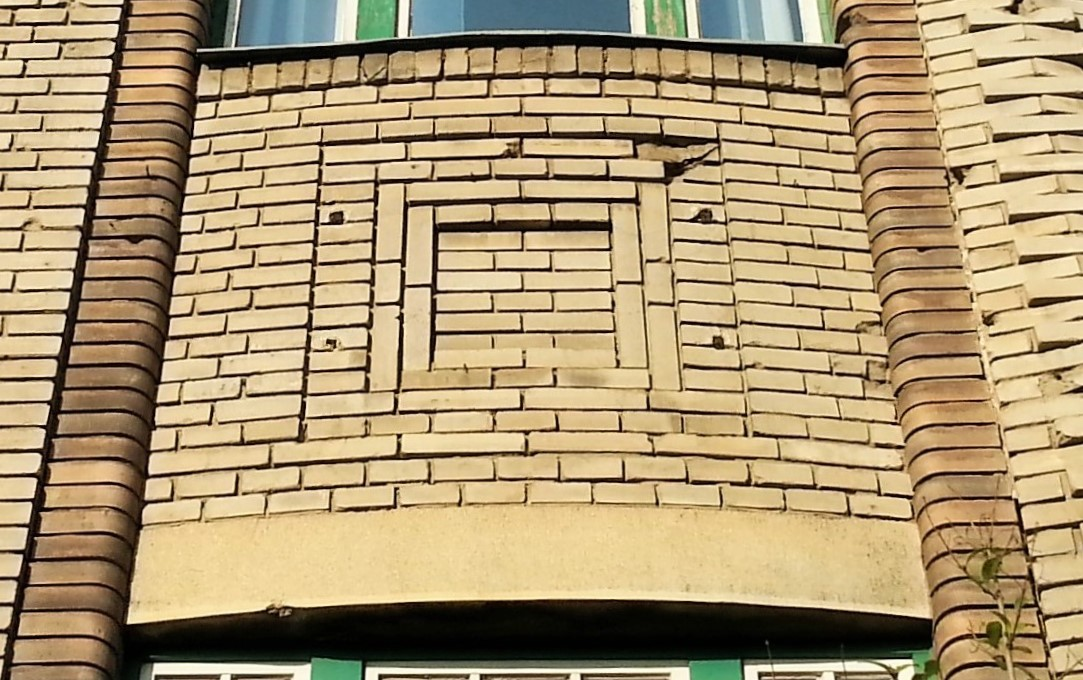
régi épület (részletek)
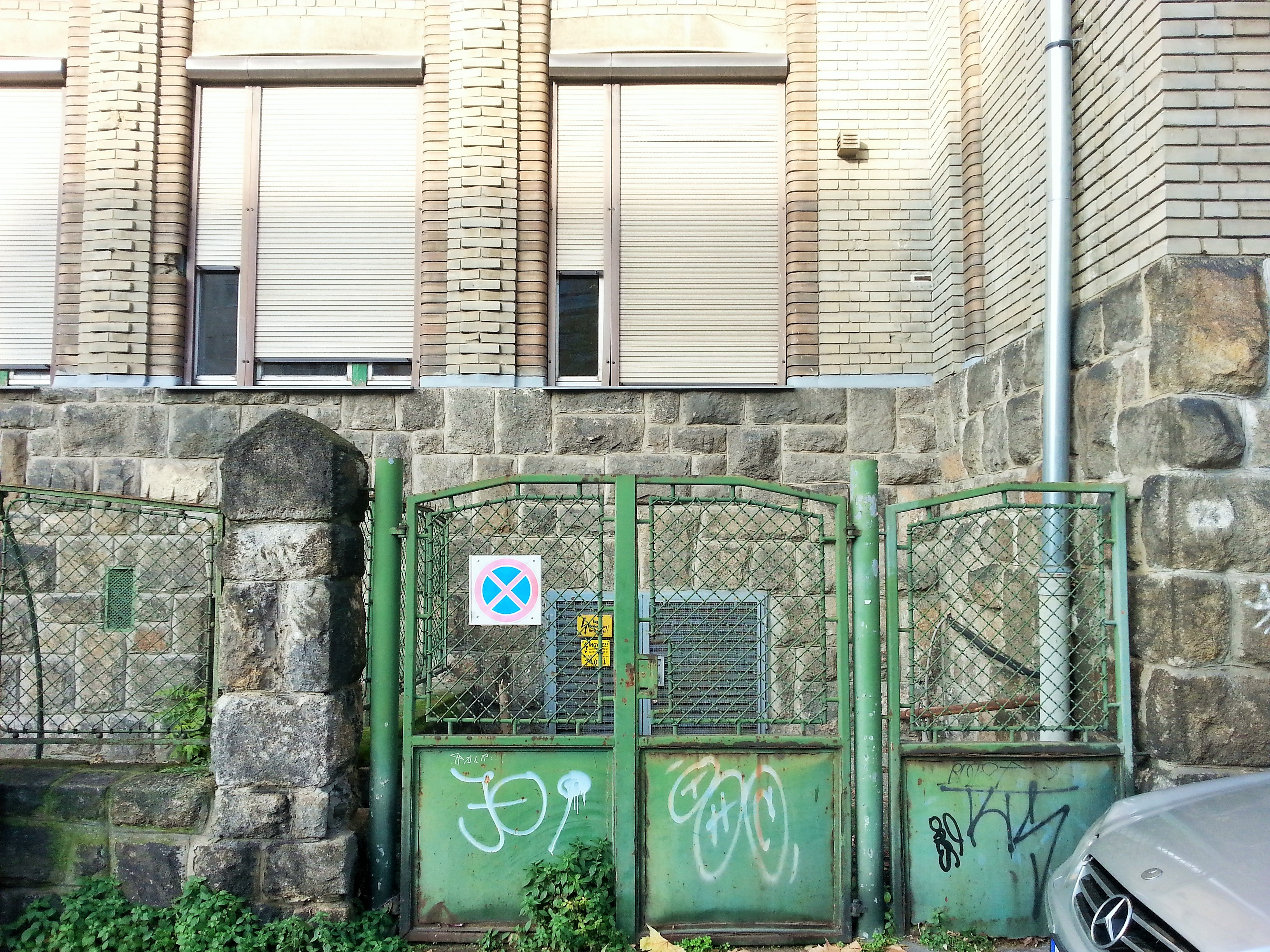
régi épület (részletek)
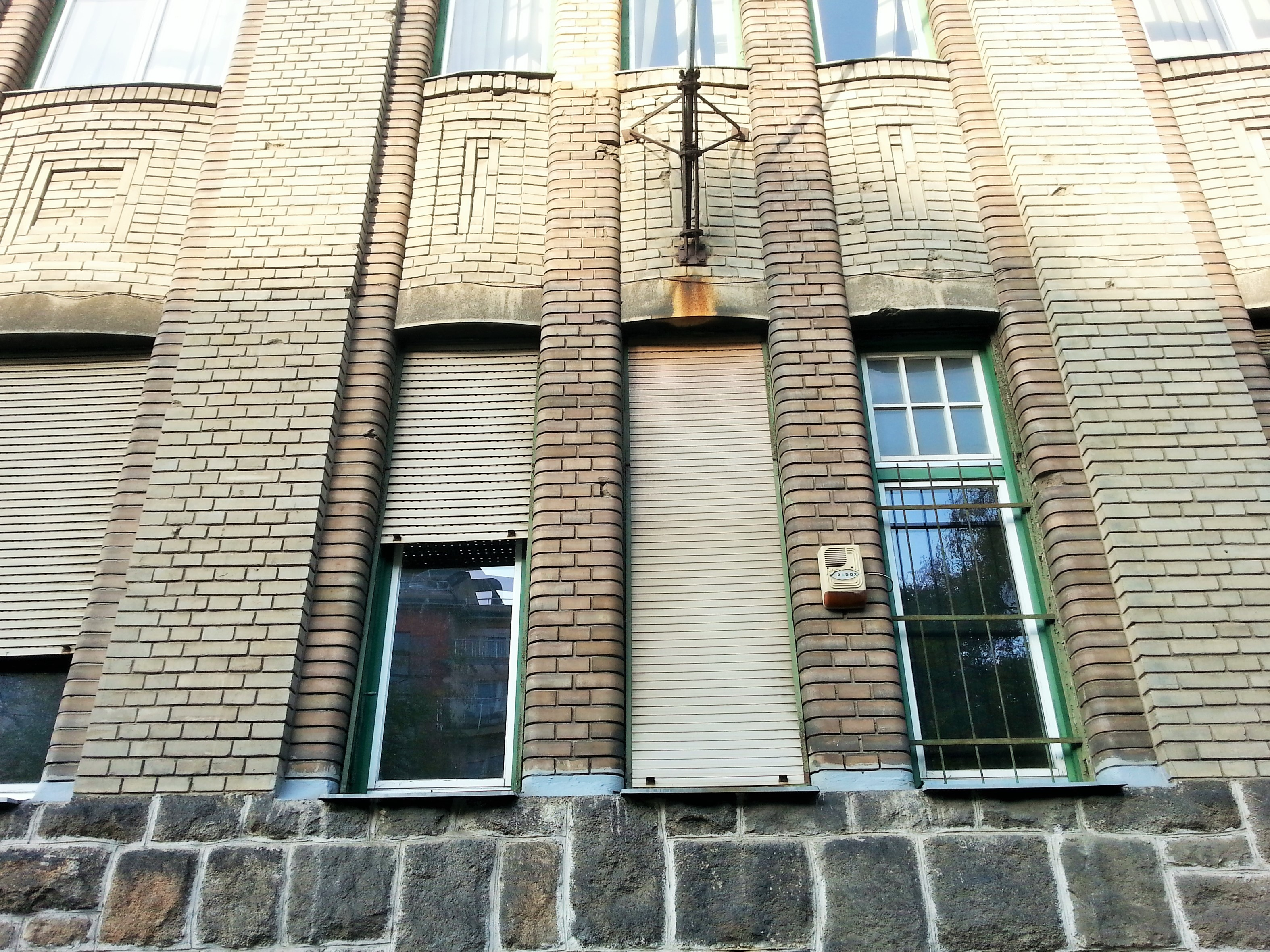
régi épület (részletek)
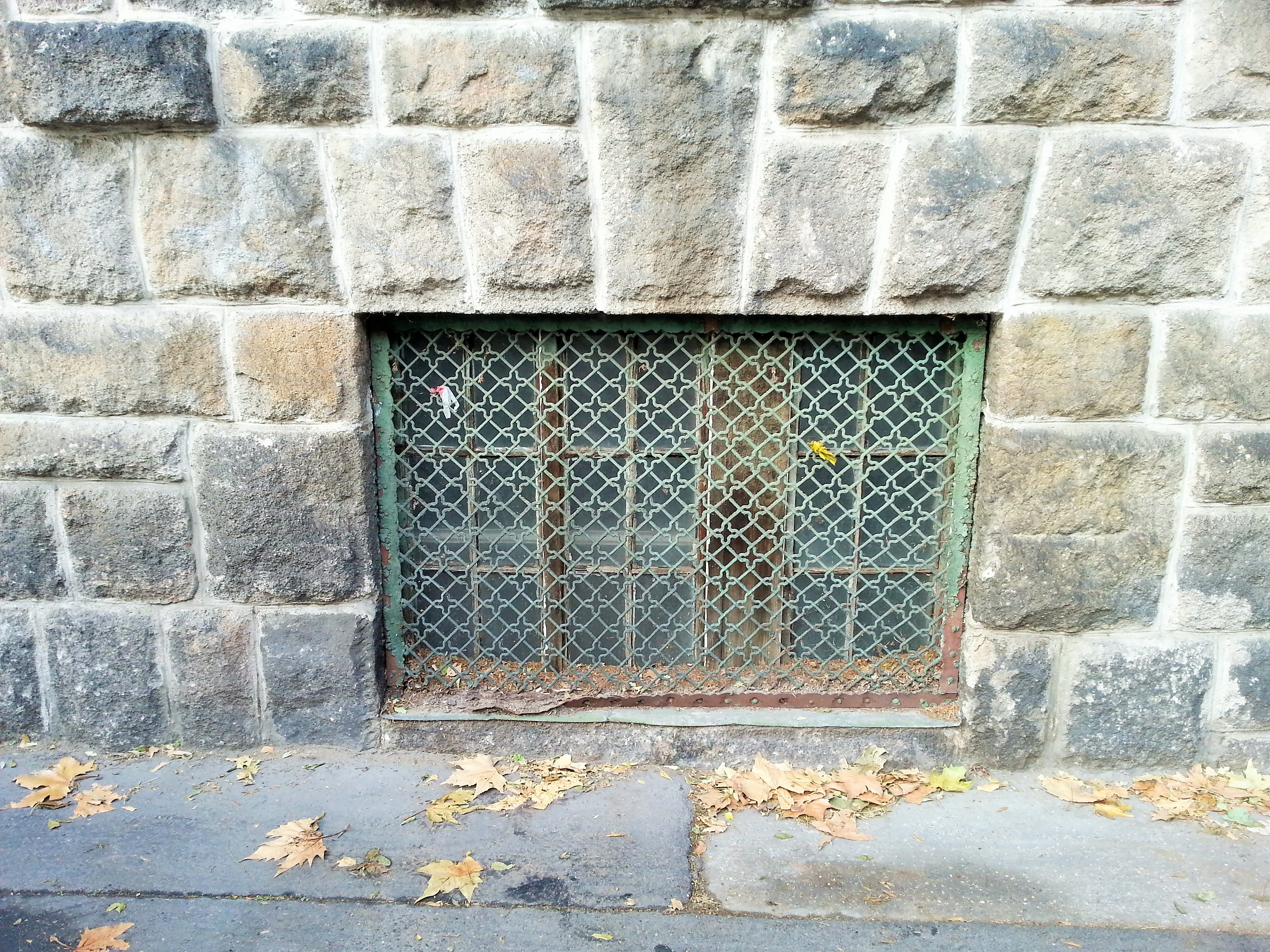
régi épület (részletek)
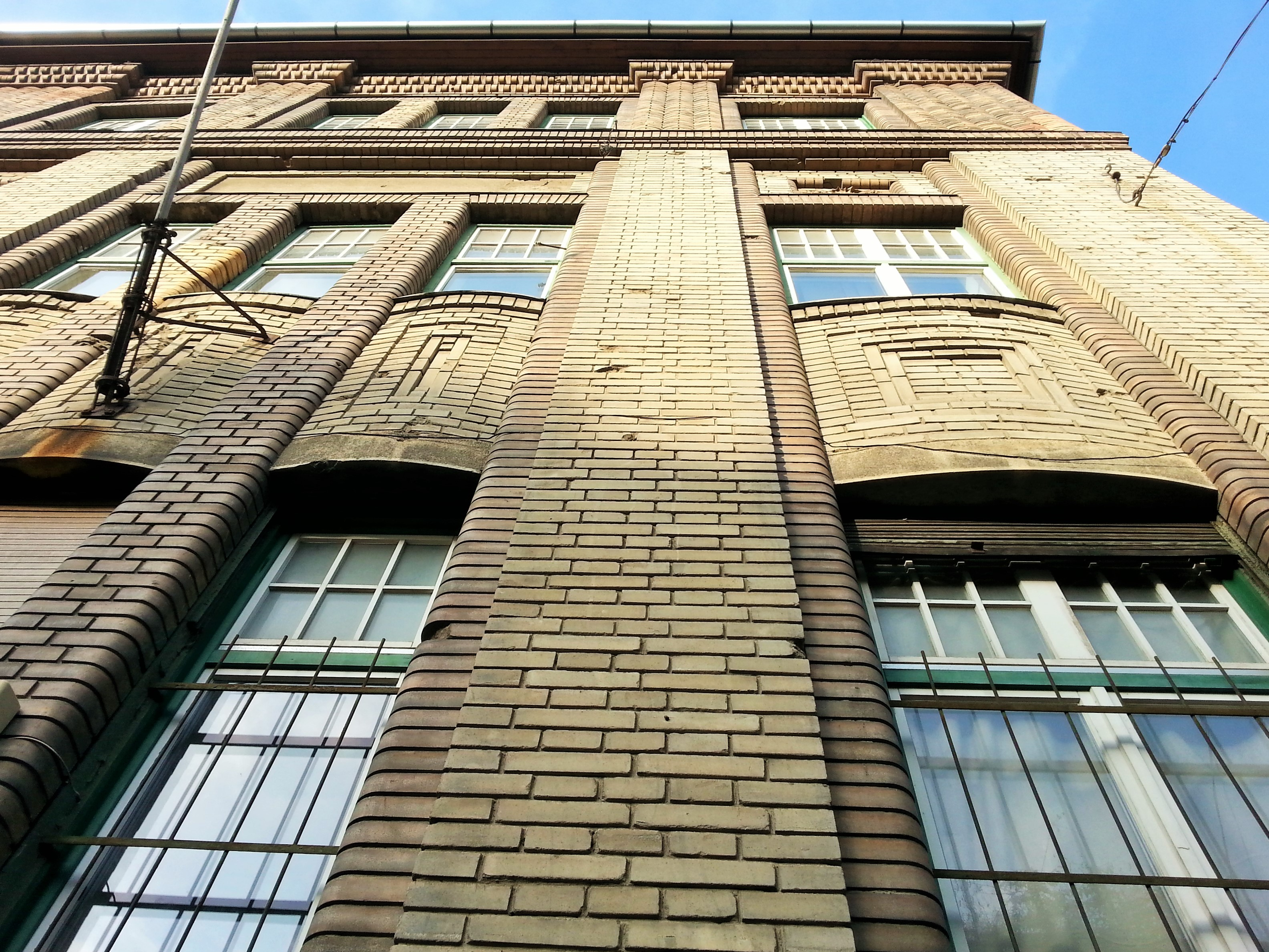
régi épület (részletek)
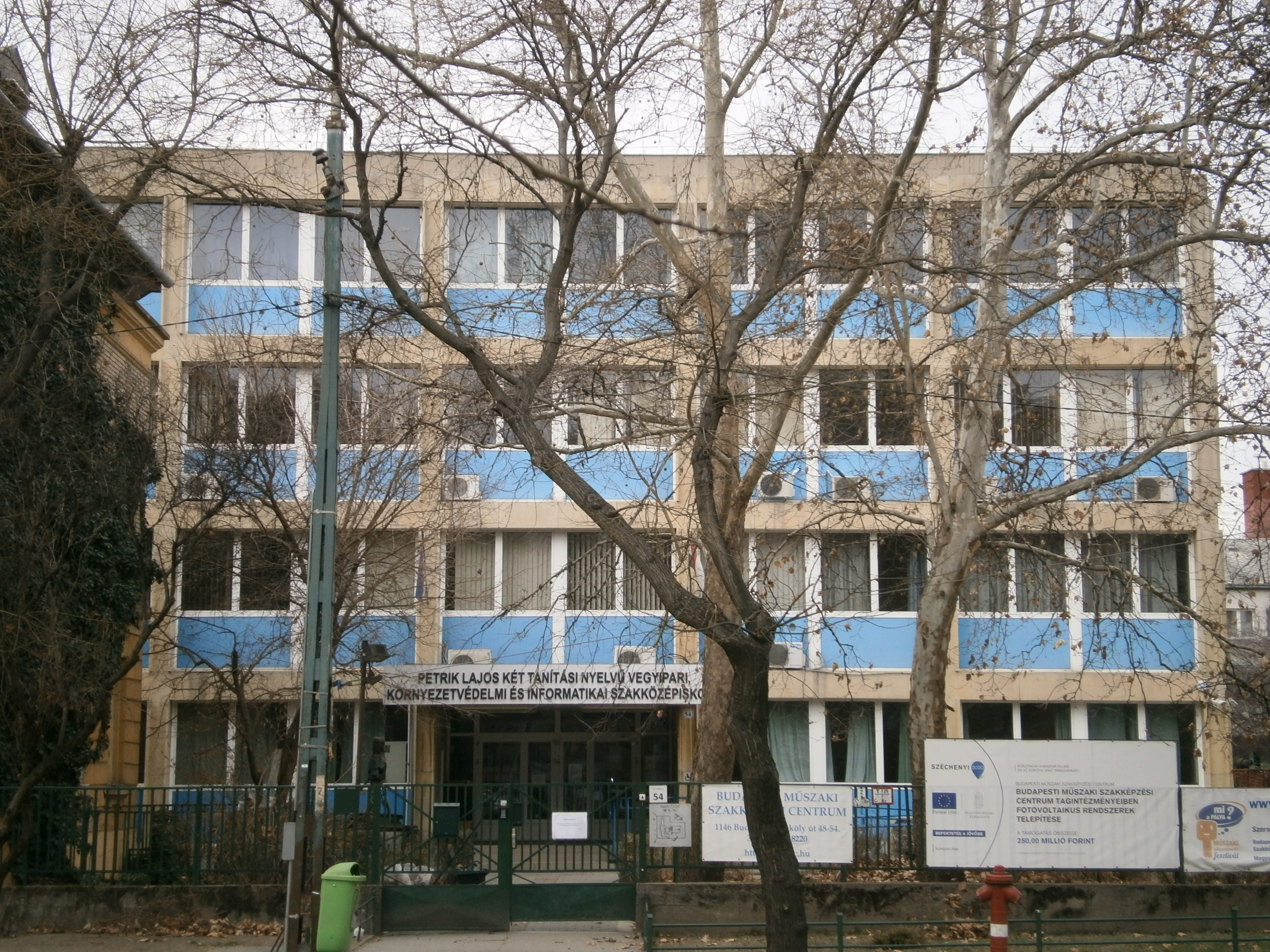
A Petrik Lajos Szakközépiskola új épülete a Thököly útról nézve